# Monty Williams
Pour les articles homonymes, voir Williams.
Tavares Montgomery « Monty » Williams, Jr., né le 8 octobre 1971 à Fredericksburg, est un joueur puis entraîneur américain de basket-ball.

## Biographie

### Carrière de joueur
Ailier de Notre Dame, Monty Williams est sélectionné 24e du premier tour de la draft 1994 de la NBA par les Knicks de New York malgré un problème au cœur déjà détecté. Il joue durant neuf saisons en NBA de 1994 à 2003. Williams joue sous cinq maillots différents, commençant avec les Knicks de New York, puis les Spurs de San Antonio, les Nuggets de Denver, le Magic d'Orlando et enfin il finit sa carrière avec les 76ers de Philadelphie.
Au total, Monty Williams dispute 456 matchs et inscrit un total de 2 884 points. Le 8 avril 1997, il réalise le meilleur match de sa carrière en inscrivant 30 points avec les Spurs contre les Nuggets de Denver.
Des problèmes chroniques au niveau des genoux le forcent à prendre sa retraite en 2003.

### Carrière d'entraîneur

#### Trail Blazers de Portland (2005-2010)
En 2005, il est recruté par Nate McMillan, le nouvel entraîneur principal des Trail Blazers de Portland pour devenir entraîneur adjoint.

#### Hornets/Pelicans de La Nouvelle-Orléans (2010-2015)
En juin 2010, Williams se voit offrir un contrat de trois saisons comme entraîneur principal des Hornets de La Nouvelle-Orléans. À la date de son embauche, il est le plus jeune entraîneur principal de la NBA à 38 ans. Au cours de sa première saison avec les Hornets, l’équipe termine avec un bilan de 46-36 et a participé aux playoffs.
Le 9 juin 2013, Williams accepte un rôle d’entraîneur adjoint avec l’équipe des États-Unis, avec Jim Boeheim et Tom Thibodeau, pour les Jeux olympiques d’été de 2016 à Rio de Janeiro, au Brésil.
Les Pelicans de La Nouvelle-Orléans terminent la saison 2014-2015 avec un bilan de 45-37 avant de perdre contre les Warriors de Golden State au premier tour des playoffs. Il est licencié des Pelicans en mai 2015, malgré la qualification en playoffs.

#### Thunder d'Oklahoma City (2015-2016)
Le 29 juin 2015, il devient entraîneur adjoint de Billy Donovan au Thunder d'Oklahoma City. Le 1er juin 2016, il est annoncé que Williams ne reviendrait pas avec le Thunder.

#### 76ers de Philadelphie (2018-2019)
Le 4 juin 2018, Brett Brown annonce que Williams se joignait aux 76ers de Philadelphie à titre d’entraîneur adjoint principal, son premier emploi en deux saisons.

#### Suns de Phoenix (2019-2023)
Le 3 mai 2019, il devient l'entraîneur principal des Suns de Phoenix.
Lors de la saison 2020-2021, grâce à un bilan sur la saison régulière de 51-21, il qualifie les Suns de Phoenix en playoffs pour la première fois depuis 10 ans. Il atteint les finales NBA (défaite 2-4 contre les Bucks de Milwaukee).
Il est élu NBA Coach of the Year lors de la saison 2021-2022 devant Taylor Jenkins et Erik Spoelstra.
En mai 2023, après l'élimination des Suns en demi-finale de conférence face aux Nuggets de Denver, Williams est limogé. Williams reçoit 21 millions de dollars des Suns à son départ.

#### Pistons de Détroit (2023-2024)
Fin mai, il rejoint les Pistons de Détroit avec un contrat estimé à 78,5 millions de dollars sur 6 ans dont 21 millions à la signature. Les Pistons finissent la saison 2023-2024 avec le pire bilan de leur histoire : 14 victoires et 68 défaites et Monty Williams est limogé à la fin de la saison.

## Statistiques en tant qu'entraîneur
| Participation en playoffs |

| Équipe              | Année     | Saison régulière | Saison régulière | Saison régulière | Saison régulière | Saison régulière          | Playoffs | Playoffs  | Playoffs | Playoffs | Playoffs                                                            |
| Équipe              | Année     | Matchs           | Victoires        | Défaites         | %                | Classement                | Matchs   | Victoires | Défaites | %        | Résultat                                                            |
| ------------------- | --------- | ---------------- | ---------------- | ---------------- | ---------------- | ------------------------- | -------- | --------- | -------- | -------- | ------------------------------------------------------------------- |
| La Nouvelle-Orléans | 2010-2011 | 82               | 46               | 26               | 56,1             | 3e en division Sud-Ouest  | 6        | 2         | 4        | 33,3     | Défaite contre les Lakers de Los Angeles au premier tour            |
| La Nouvelle-Orléans | 2011-2012 | 66               | 21               | 45               | 31,8             | 5e en division Sud-Ouest  | -        | -         | -        | -        | Pas de playoffs                                                     |
| La Nouvelle-Orléans | 2012-2013 | 82               | 27               | 55               | 32,9             | 5e en division Sud-Ouest  | -        | -         | -        | -        | Pas de playoffs                                                     |
| La Nouvelle-Orléans | 2013-2014 | 82               | 34               | 48               | 41,5             | 5e en division Sud-Ouest  | -        | -         | -        | -        | Pas de playoffs                                                     |
| La Nouvelle-Orléans | 2014-2015 | 82               | 45               | 37               | 54,9             | 5e en division Sud-Ouest  | 4        | 0         | 4        | 0        | Défaite contre les Warriors de Golden State au premier tour         |
| Phoenix             | 2019-2020 | 73               | 34               | 39               | 46,6             | 3e en division Pacifique  | -        | -         | -        | -        | Pas de playoffs                                                     |
| Phoenix             | 2020-2021 | 72               | 51               | 21               | 70,8             | 1er en division Pacifique | 22       | 14        | 8        | 63,6     | Défaite contre les Bucks de Milwaukee en Finales NBA                |
| Phoenix             | 2021-2022 | 82               | 64               | 18               | 78,0             | 1er en division Pacifique | 13       | 7         | 6        | 53,8     | Défaite contre les Mavericks de Dallas en demi-finale de conférence |
| Phoenix             | 2022-2023 | 82               | 45               | 37               | 54,9             | 2e en division Pacifique  | 11       | 6         | 5        | 54,5     | Défaite contre les Nuggets de Denver en demi-finale de conférence   |
| Détroit             | 2023-2024 | 82               | 14               | 68               | 17,1             | 5e en division Centrale   | -        | -         | -        | -        | Pas de playoffs                                                     |
| Total               | Total     | 785              | 381              | 404              | 48,5             |                           | 56       | 29        | 27       | 51,8     |                                                                     |

## Vie privée
Williams vit à Oklahoma City avec ses cinq enfants.
Le 10 février 2016, sa femme Ingrid, âgée de 44 ans, est tuée dans un accident de voiture à Oklahoma City,.